# Назарова, Зоя Михайловна
Зоя Михайловна Назарова (8 октября 1947 год, Богатиловка, Горьковская область, РСФСР, СССР) — ткачиха Шахтинского хлопчатобумажного комбината, Ростовская область. Полный кавалер ордена Трудовой Славы.

## Биография
Родилась 8 октября 1947 года в селе Богатиловка, ныне Сеченовского района Нижегородской области. Оставшись сиротой, воспитывалась у тёти. Окончила среднюю школу.
В 1964 году после окончания школы переехала в город Иваново. Поступила на ткацкую фабрику имени Дзержинского ученицей ткачихи. Через две недели стала самостоятельно работать на станках. Работала на фабрике до 1972 года.
В 1972 году по семейным обстоятельствам переехала в город Шахты, Ростовской области. Пришла работать на только что открывшийся хлопчатобумажный комбинат. С этим предприятием была связана вся её дальнейшая трудовая биография, более четверти века.
Трудилась на ткацком производстве, известном знаменитой «шахтинкой» — тканью, пользующейся за своё качество большой популярностью. Трудилась по-стахановски, при норме 24 станка, взяла 48.
Отработала ткачихой 33 года, из них 26 лет на Шахтинском хлопчатобумажном комбинате.
Избиралась депутатом городского Совета народных депутатов города Шахты нескольких созывов в 1982, 1984, 1988 годах.
С 1997 года живёт в селе Табунщиково Красносулинского района Ростовской области.

## Награды
- Указами Президиума Верховного Совета СССР от 3 марта 1975 года и 17 марта 1981 года награждена орденами Славы 3-й и 2-й степеней.
- Указом Президиума Верховного Совета СССР от 13 мая 1986 года награждена орденом Славы 1-й степени.